# Christian Henrik Kæsemodel
Christian Henrik Kæsemodel (31. januar 1798 i Aarhus – 6. juli 1849 ved Fredericia) var en dansk officer.

## Uddannelse og tidlig karriere
Han var født i Aarhus, hvor hans fader, der var af tysk herkomst og student fra et universitet i Tyskland stod som fourer ved 1. jyske Infanteriregiment. I januar 1814 trådte Kæsemodel ind på Landkadetakademiet, som han atter forlod 1818 for med anciennetet som sekondløjtnant fra 1817 at tiltræde tjenesten ved 1. jyske Infanteriregiment. 1826 blev han premierløjtnant, 1837 fik han kaptajns anciennetet og kort efter ansattes han til tjeneste på Landkadetakademiet. Ved Armeomordningen i 1842 blev han kaptajn af 1. klasse i 3. Linjebataljon. På grund af langvarige hårdnakkede sygdomsanfald søgte han i slutningen af 1845 sin afsked, hvilken allernådigst blev ham bevilget med pension og majors karakter.

## Under Treårskrigen
Da krigen i 1848 begyndte, var Kæsemodels sundhed nogenlunde genoprettet og han androg da om atter at måtte træde i aktiv tjeneste i Hæren. Hans første ansættelse blev som befalingsmand på linjeskibet Dronning Marie, der efter slaget ved Bov var blevet indrettet til at optage krigsfanger, men snart blev han udnævnt til kommandør for 3. Reservebataljon, i hvilken egenskab han kom til at tage virksom del i operationerne mod fjenden; navnlig den 29. juni ved Haderslev, hvor han havde kommandoen over en styrke bestående af to kompagnier af 3. Reservebataljon, to kompagnier af 8. Linjebataljon, en deling dragoner og otte espingoler. For sit forhold i denne dags fægtning blev Kæsemodel meget rosende fremhævet og kort efter udnævntes han til Ridder af Dannebrog. Den 7. september 1848 fik han oberstløjtnants karakter og blev udnævnt til højstbefalende over den militærstyrke, der i anledning af slaveopstanden afsendtes til Dansk Vestindien. Som næstkommanderende havde han Theodor Faaborg. Det følgende år kaldtes han dog tilbage derfra, og umiddelbart efter sin ankomst hertil i begyndelsen af juni afgik han til det nørrejyske armeekorps, til hvis disposition han foreløbigt blev stillet. Først i anledning af udfaldet fra Fredericia den 6. juli fik han kommando, nemlig under oberstløjtnant Niels la Cours sygdom, som kommandør for 6. Reservebataljon. Med to kompagnier af denne bataljon rykkede han klokken omtrent 4½ om morgenen frem over Kolding-dæmningen til angreb på redouterne vest derfor, hvilke hidtil havde været uberørte af den store kamp. Her fandt Kæsemodel heltedøde,n idet en spidskugle gik tværs igennem brystet. Han udåndede ti minutter efter ved fuld bevidsthed midt imellem sit mandskab, som han energisk tilråbte: "Bryd Jer ikke om mig! Fremad, løs paa Fjenden for Konge og Fædreland!". En hilsen til hans hustru og stedsønner var hans sidste ord.

## Vurdering
Kæsemodel havde i 1843 giftet sig med enken efter den i 1839 afdøde justitsråd Frederik von Haxthausen. Fra sin tidligste ungdom havde Kæsemodel i høj grad været gennemtrængt af en streng militærisk ånd. Årvågenhed, nøjagtighed og omtanke prægede hele hans færden, og altid indskærpede han sine nærmeste disse egenskaber. Streng i fordringerne til sig selv såvel som til sine undergivne, vant til at lyde ubetinget, forstod han også selv at skaffe sig lydighed og hævdede i alle forhold myndighedsprincippet og underordnelsespligten som grundbetingelserne for ethvert fremskridt og for al orden og velvære. Af middelvækst, rank, bredskuldret og stærklemmet frembød han i sin hele person i gang og holdning en type af en ægte soldat. De mangler i hans barndoms og ungdoms opdragelse, som han selv blev var, søgte han udholdende at råde bod på ved god æstetisk og videnskabelig læsning; navnlig til tysk litteratur og historie erhvervede han sig et grundigt kendskab. Af legemlige idrætter drev han især fægtning og hugning til stor fuldkommenhed. 